# Smith & Wesson Model 19
Le Smith & Wesson (S&W) Model 19, a été construit par Smith & Wesson entre 1957 et 2005. Il est élaboré sur la base de la carcasse « K », plus compacte et légère que la carcasse originale « N » du calibre .357 Magnum, plus généralement connue sous la dénomination S&W Model 27.
Il fut fabriqué comme M19 (acier au carbone, finition noire ou chromée) de 1956 à 1999. Sa version en acier inoxydable, le Model 66, le fut de 1970 à 2005.
Il a été remis en production par Smith et Wesson dans la gamme Classic. Il se caractérise alors par le rajout d'un verrou interne (internal lock).
Un nouveau modèle a été extrapolé le modèle 19 Carry Comp, qui est une version bronzée avec un canon de 3 pouces, un compensateur (un évent) en bout de canon, une visée réglable et un guidon placé avant l'event, une poignée type "Secret Service" à deux empreintes de doigts. Cette version est destinée au marché de la protection personnelle (Home Protection) et au port dissimulé (Concealed Carry) aux États-Unis.

## Présentation

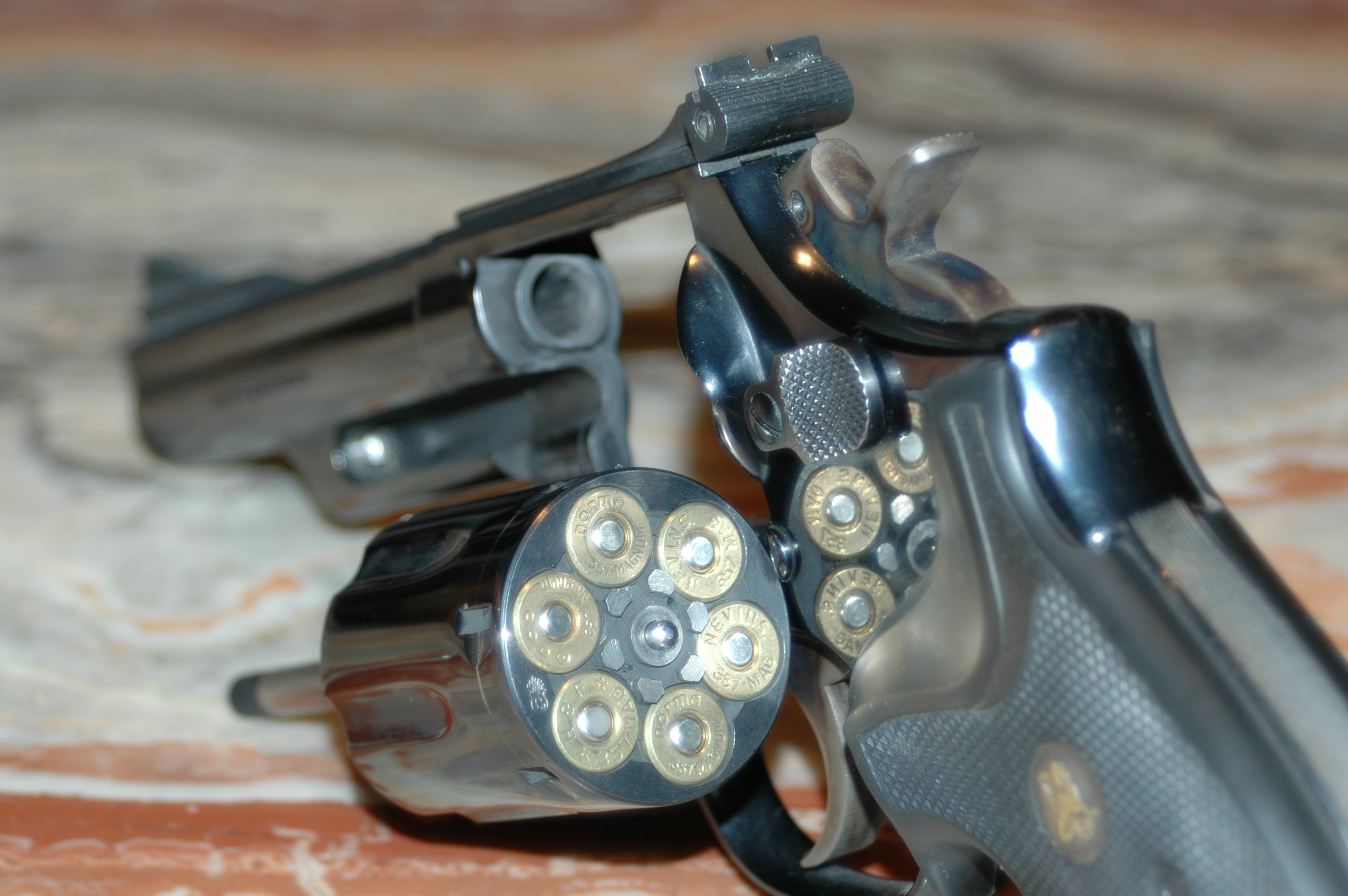
Un Smith & Wesson Model 19 barillet ouvert et chargé.

Il utilise la carcasse du S&W M10 mais ses organes de visée sont réglables et sa baguette d'éjection est protégée des chocs par un carénage. La platine est donc à double action avec chien externe à crête. Le barillet tombant est verrouillé par l'avant et l'arrière de son pivot. Les plaquettes de crosse sont en noyer ou en élastomère.

## Variantes & versions
Il exista 9 variantes de construction du M19 (dite M19-1 à 19-9). Sa version en acier inoxydable, le Model 66, le fut de 1970 à 2005. Outre le canon standard de la version police (10 cm), il existait des versions « défense personnelle » à canon de 6,35 cm (880 g à vide pour 19 cm) et « tir sportif » à canon de 15,2 cm (1,125 kg à vide pour  28 cm).
En 1977, à la demande de beaucoup d'utilisateurs, l'armurier Bill Davis modifia quelques centaines de M19 en leur greffant des canons lourds de 3, 4 et 6 pouces d'origine Colt, appelant l'arme qui en résulta le "Smython" (contraction de "Smith & Wesson" et "Python"). La précision réputée supérieure des canons Colt associée au mécanisme de détente éprouvé des S&W donna une arme extrêmement précise et agréable à utiliser, entraînant 4 ans plus tard la mise sur le marché par S&W des séries 586 (héritière du M19) et 686 (héritière du M66) .
Enfin il a inspiré le Taurus 66.

## Séries spéciales pour les polices californienne et françaises
La California Highway Patrol utilisa une version à canon de 15 cm du Model 66 chambrée pour le seul calibre .38 Special répertoriée comme S&W Model 68. Le second utilisateur du M68 fut le LAPD.
Enfin à la demande de la Police nationale française, S&W produisit un petit nombre de Model 19 RS à canon de 3 pouces (7,6 cm) mesurant 20,5 cm pour 920 g à vide connu comme S&W M19/3. Cette arme fut très prisée par les Voyages officiels, Direction régionale de la police judiciaire de Paris (BRB et BRI notamment) et la direction centrale de la Police judiciaire.

## Quelques utilisateurs célèbres
À l'aube des années 1980, les S&W M19/M66 étaient utilisés en :
- Allemagne de l'Ouest : GSG9 (Model 19) et landspolizei de Hambourg (M66)
- Australie : Arme de service de plusieurs polices australiennes aux côtés des S&W Model 10 et S&W Model 64 (tous deux en .38 Special).
- États-Unis : furent notamment utilisés par les forces armées américaines, Chicago Police Department, Illinois State Police, Border Patrol, le Secret Service (version à canon de 2,5 pouces pour les agents en civil, version à canon de 4 pouces pour les agents en tenue), Diplomatic Security Service, Federal Air Marshals, Texas Rangers ou le BATFE. Le S&W M19 et M66 furent notamment en service au sein de l'United States Marshals Service en compagnie du Ruger GP100 jusqu'à leur remplacement à tous 3 par le SIG P228 en 1992. Ils figuraient aussi sur la liste des armes de poing autorisés aux agents du célèbre Federal Bureau of Investigation.
- France: Version standard canon de 4 pouces et version 19 RS. Le modèle nommé 19RS a été créé à la demande du commissaire Raymond Sasia (d’où les lettres qui suivent le numéro de modèle) pour ses services, il a été fabriqué à 250 exemplaires avec pour principale modification la suppression de la hausse qui est réglable sur le modèle original, cette modification n’a en rien enlevé la précision de cette arme qui est redoutable jusqu’à 50 mètres, elle favorisait entre autres le dégainé rapide en ne possédant pas des pièces saillantes qui pouvaient s’accrocher à un vêtement.